# Stylochoplana longipennis
Stylochoplana longipennis är en plattmaskart. Stylochoplana longipennis ingår i släktet Stylochoplana och familjen Leptoplanidae. Inga underarter finns listade i Catalogue of Life.